# Smith & Wesson Модель 3
Smith & Wesson Модель 3 — револьвер одиночної дії під унітарний набій з переламною рамкою, який випускала компанія Smith & Wesson в період з 1870 по 1915. Крім того Smith & Wesson та Uberti розпочали випуск реплік цих револьверів останнім часом.
Його випускали в кількох варіантах, в тому числі обидві «Російські Моделі», названі так через те, що їх поставляли військовим Російської імперії (41000 No. 3 калібру .44 було замовлено для російської імператорської армії в 1871), та модель «Скофілд», яка отримала свою назву на честь майора Джорджа Скофілда, який розробив власну модифікацію Моделі 3 для кавалеристів. Smith & Wesson додали ці модифікації в конструкцію в 1875, а револьвер отримав свою назву, плануючи отримати велику кількість військових контрактів на новий револьвер.
Спочатку S&W Модель 3 була розроблена під набої .44 S&W American та .44 Russian, і, як правило, інформація про набій не наносилася на зброю (це є стандартною практикою для більшості комерційної вогнепальної зброї). Револьвер Модель 3 пізніше випускали під різні калібри, в тому числі .44 Henry кільцевого запалення, .44-40, .32-44, .38-44 та .45 Schofield. Конструкція револьвера вплинула і на конструкцію меншої моделі S&W .38 Single Action, яку називали Модель 2.

## Російська модель

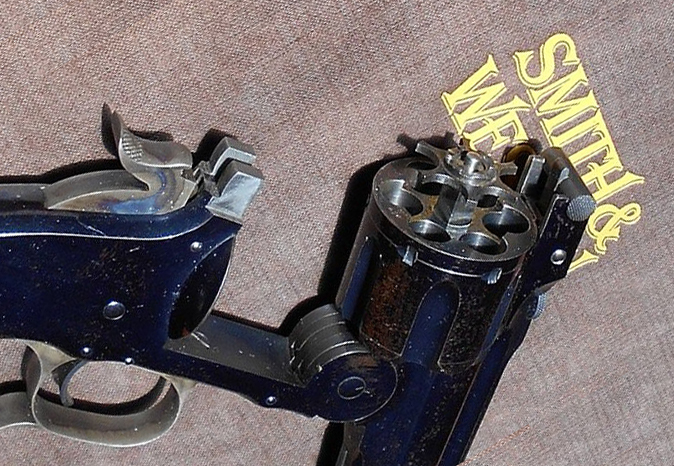
Smith & Wesson No. 3, відкритий для заряджання. Примітка: автоматичний ежектор піднято.

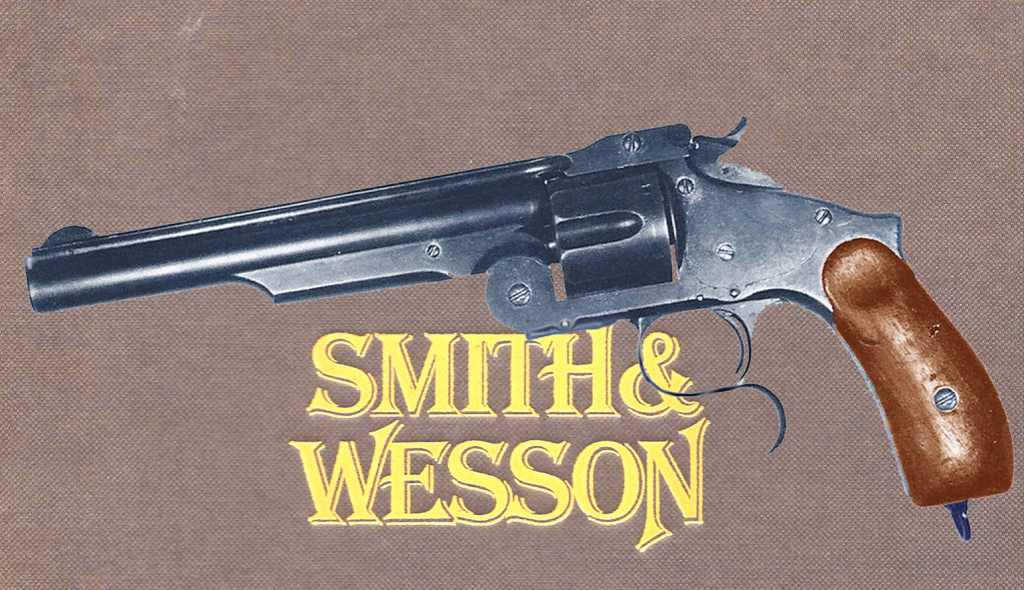
Smith & Wesson Російська модель No. 3

Smith & Wesson для Російської імперії виробив велику кількість револьверів Модель 3, у трьох різних моделях за спеціальним замовленням. Першим був револьвер російський 1-а Модель (перша конструкція замовлення), після внесення змін, які запропонувала російська сторона, було випущено револьвер російський 2-а Модель, кінцевою версією став револьвер російський 3-я Модель.
Smith & Wesson майже не стали з банкрутами через російський контракт, оскільки імператорський уряд дав завдання інженерам та зброярам на зворотню розробку конструкції Smith & Wesson та почали випускати копії револьверів—на збройному заводі в Тулі та за контрактами з виробниками Німеччини і по всій Європі (загальна практика того часу— револьвер британський Бульдог компанії Webley & Scott копіювали європейські та американські зброярі).
Російські та європейські копії револьвера S&W Модель 3, як правило, були високої якості, але були значно дешевшими за револьвери виробництва S&W. Це призвело до того, що імператорський уряд скасував замовлення на значну кількість револьверів Smith & Wesson.

## Револьвер Скофілда
Армія США прийняла револьвер Smith & Wesson Модель 3 під набій .44 S&W American в 1870. Саме револьвер Модель 3 став першим американським службовим револьвером. Більшість військових пістолетів до цього були капсульними під чорний порох, які були (в порівнянні) повільними, складними і чутливі до вологої погоди.

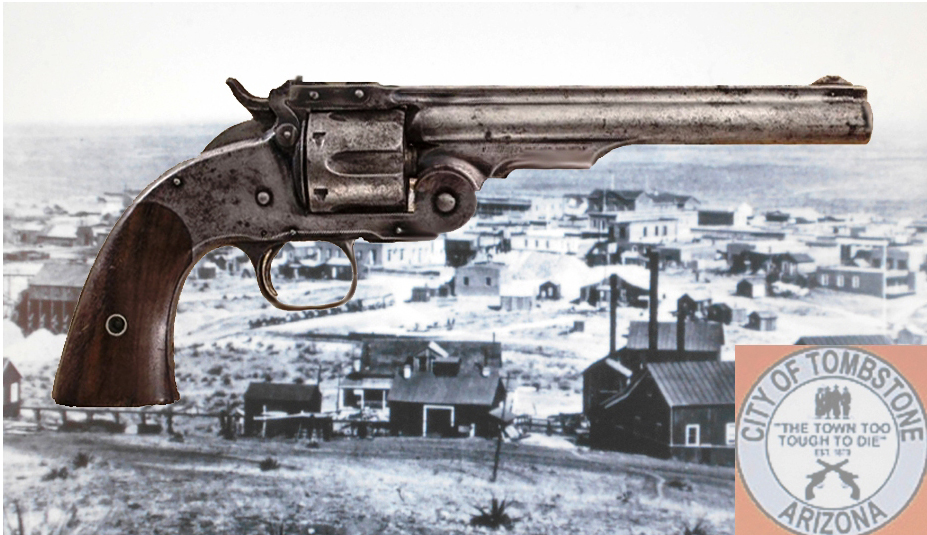
S&W Скофілд

В 1875 Американська артилерійсько-технічний комітет видав контракт компанії Smith & Wesson на револьвери Моделі 3 з внесеними змінами майора Джорджа Скофілда (відомий як "револьвер Скофілда"), завдяки яким револьвер міг стріляти набоями .45 Colt (".45 Long Colt") які використовували американські військові. Замість цього Smith & Wesson розробили власний, дещо коротший набій калібру .45, .45 Schofield, відомий як .45 S&W.
Коли з'явився цей револьвер, стало зрозуміло, що набої не є взаємозамінними оскільки набій Скофілда можна було використовувати в револьверах Скофілда та Кольта, але не навпаки, уряд США ухвалив рішення зробити набій .45 Schofield стандартним. Незважаючи на зміни, через велику кількість довших набоїв .45 Colt армія повернулася до використання револьверів Кольта. Майор Скофілд запатентував свою систему замикання і отримував платню за кожну одиницю яку продала компанія Smith & Wesson.
Багато револьверів S&W Модель 3 Скофілд використовували в індіанських війнах, є також свідчення про використання револьверів наприкінці іспансько-американської війни та філіппінсько-американської війни. Як і інші револьвери Smith & Wesson Модель 3, вони були популярними серед правоохоронців та бандитів на Дикому Заході, їх використовували Джессі Джеймс, Боб Форд (застрелив з нього Джеймса), Джон Веслі Гардін, Пет Гаррет, Теодор Рузлвельт, Вріджил Еарп, Біллу Кід тощо.
Стандартний ствол мав довжину 7", багато надлишкових Скофілдів придбали дистриб'ютори, а тому револьвери отримали скорочені 5" стволи і перероблені з нікелю. Після іспансько-американської війни 1898, армія США всі свої надлишкові револьвери Скофілда. Надлишкові револьвери Скофілда були відновлені оптовими торговцями та зброярами для продажу на ринку зі стволами довжиною 5-дюймів, а також зі стандартними стволами довжиною в 7 дюймів.
Найвідомішим покупцем перероблених револьверів Модель 3 Скофілд стала компанія Wells Fargo, яка замовила револьвери для Wells Fargo Road Agents, стволи були вкорочені до 5 дюймів. Ці револьвери оглянув зброяр Wells Fargo і проштампував унікальним штампом "W.F. & Co" або "Wells Fargo & Co", штамп Wells Fargo наносили поряд з серійним номером Smith & Wesson на пласкій частині стволу поряд з поворотним стрижнем.
Револьвери Скофілд Wells Fargo стали такими популярними серед колекціонерів в 1970-х з унікальними штампами Wells Fargo, що їх почали підробляти нечесні продавці на револьверах які не належали компанії Wells Fargo & Co. "Фальшивих" револьверів Скофілд Wells Fargo стало більше за реальні, тому колекціонери револьверів Скофілд "Wells Fargo" рекомендується ретельно перевіряти револьвер з залученням експертів.
Підполковник Скофілд застрелився з револьвера S&W Скофілд  17 грудня 1882, після перенесених психічного захворювання, стресу та ізоляції.
Револьвер Нової Моделі Номер 3 з гравіруванням, золотими пластинками та руків'ям з перлин подарував шарпшутеру Анні Оуклі в 1890 її чоловік Френк Батлер. Револьвер був один з трьох які презентували Оуклі.

### Версії
Скофілд випускали в різних варіантах.

#### Скофілд перша модель
Скофілд перша модель мала засувку яка була направлена догори та мала коло навколо головки гвинта згори.

#### Скофілд друга модель
Скофілд друга модель мав великий обід над засувкою.
На відміну від револьверів Модель 3 револьвери Скофілда мали пружинний захват ствола розташований на рамі, у той час як стандартний Smith & Wesson Модель 3 мала захват на стволі.  У попередній розробці ці місця на рамі зношувалися швидше. Покращення Скофілда потребували термічної обробки, змінних компонентів в чутливих місцях "зношення" захвату та засувки. За діапазоном серійних номерів також можна зрозуміти до якої моделі, Першої або Другої, належить револьвер.

#### Нова Модель номер 3

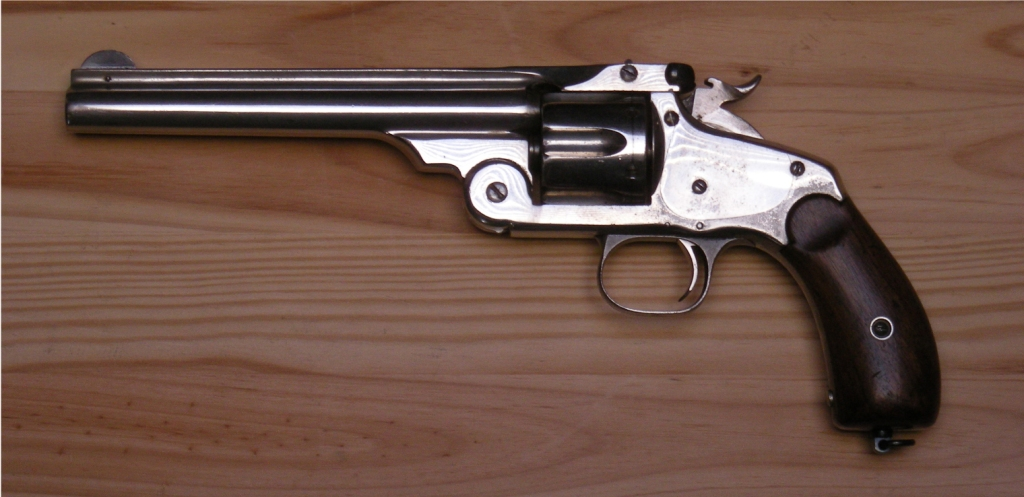
Smith & Wesson No. 3, Нова модель ,44 Russian

В 1877 S&W припинили виробництво всіх револьверів Модель 3, Американська, Російська та Скофілд, і почали випуск нового покращеного револьвера який мав назву Нова Модель Номер Три. Ця нова модель мала довший барабан, що дозволило стріляти довшими набоями. Стандартним калібром був .44 Russian, крім того пропонувалися за спеціальним замовленням револьвери під набій .44-40 Frontier, .32-44 та .38-44 Target, та дуже рідка модель .38-40 Winchester.

#### Австралійська модель
В 1880 поліція Південної Австралії, яка в той час шукала заміну своєму озброєнню, звернула увагу на револьвер Нова Модель номер 3 на Австралійській виставці в Мельбурні. За наказом поліцейського комісара Петерсвальда було замовлено через нью-йоркського агента S&W 250 нікелевих револьвери під набій .44 Russian зі стволом довжиною в сім дюймів. Замовлення, куди входили приклади, боєприпаси та набори для перезарядки, прибули до Аделаїди в березні 1882.  Револьвери та приклади отримали урядові маркування "широка стрілка" та отримали назву револьвери-карабіни. Їх передали кінній поліції, яка в той час патрулювала Північну територію.  Поліція Південної та Західної Австралії зробила невеликі замовлення в період з 1886 по 1888, жоден з них не отримав маркування «широка стріла». Протягом тридцяти років револьвери-карабіни був зброєю першої лінії кінної поліції Південної, Західної Австралії та Північної території. Всі серійні номери відомі та перелічені в книжці Service Arms of the South Australian Police. Револьвери Південної Австралії продавалися, як надлишкові в 1953 році компанії Western Arms Corporation в Лос-Анджелесі.

#### Перша модель Smith & Wesson .44 подвійної дії

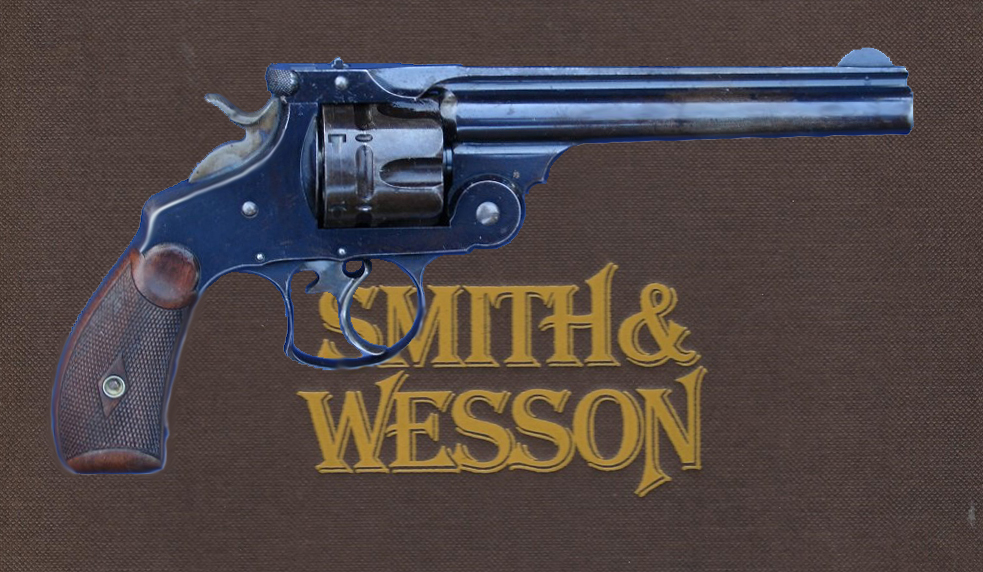
Smith & Wesson .44 Подвійної дії Frontier

Револьвер Smith & Wesson .44 Double Action Frontier Revolver випускали з 1891 по 1913. Цей револьвер мав ударно-спусковий механізм як одиночної так і подвійної дії, і мав типову для револьверів S&W переламну рамку. В основному револьвер використовував набій .44 Russian, а також .44 S&W American та .44-40 і мав фірмове вигнуте руків'я, з щічками з твердої гуми або клітчастими з горіха. Він був доступний в синій та нікелевій обробці, зі стволами довжиною 4, 5, 6, 6½ та 8 дюймів (найпоширенішим був ствол довжиною 5").

## Копії
Популярну Модель 3 копіювали в різних країнах. Найпоширенішими версіями були зроблені в Іспанії, Мексиці та Бельгії; але компанії, такі як Ludwig Loewe & Company з Німеччини та Тульський збройний завод в Росії зробили великий вклад у виробництво копій. Крім того, можна знайти турецькі та пакистанські копії, створені місцевими зброярами.

### 11 мм Orbea Hermanos y Cia. M1884Sistema ONÁ(«S&W Модель 7»)

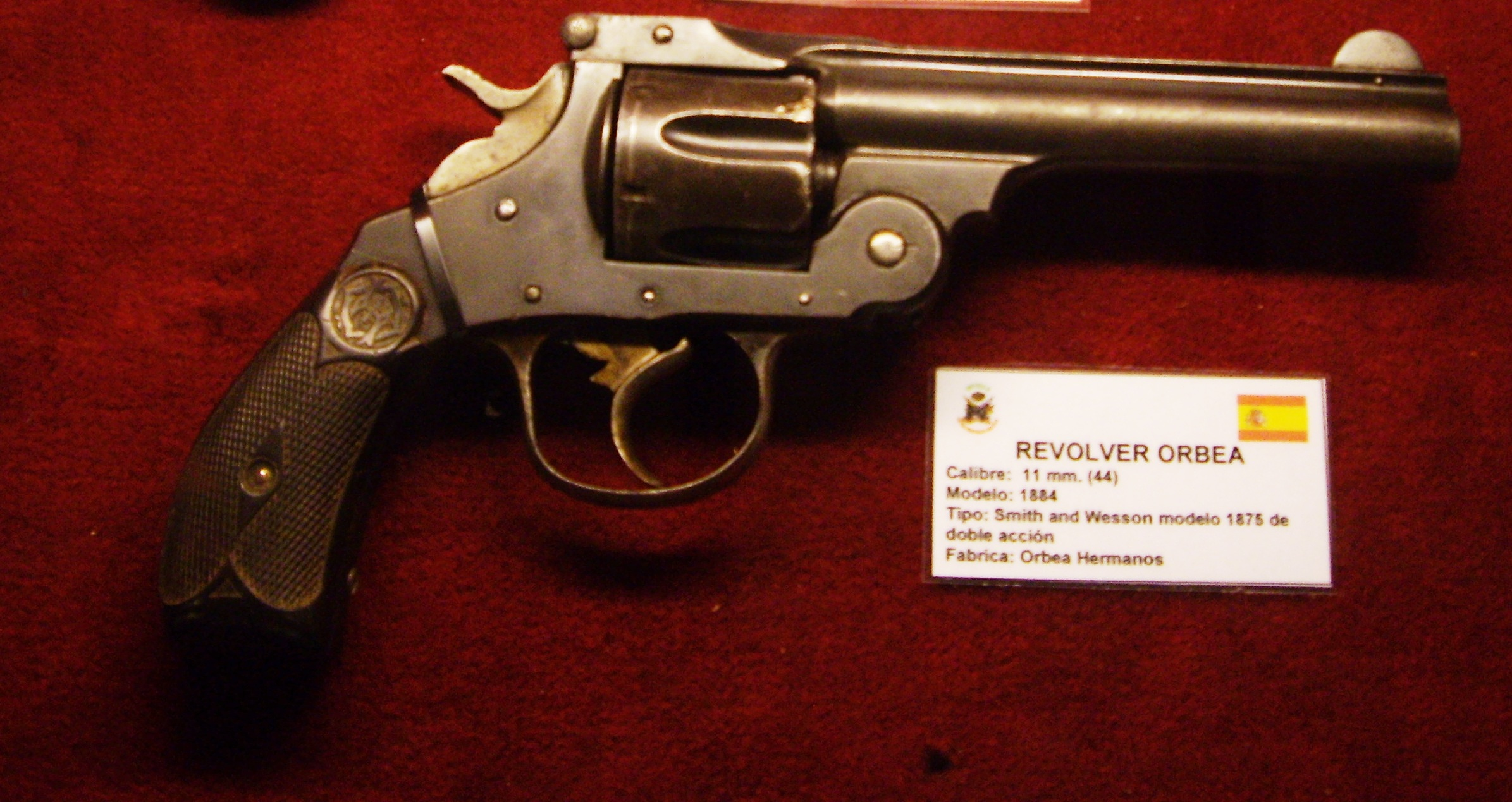
Револьвер Orbea Hermanos в музеї військової історії в Севільї.

В 1884 іспанський уряд ухвалив рішення, що будь-який винахід не захищений їхнім авторським правом не перебуває під захистом. Однією з жертв цього рішення стала компанія Smith & Wesson, чий вигідний контракт на револьвери Модель 3 для іспанської армії було швидко скасовано. Контакт було надано місцевим зброярам з Ейбара з різних компаній без будь-якої стандартизації частин.
Револьвер Orbea Hermanos Modelo 1884 Sistema ONÁ (Basque oná > "good") або "S&W Модель 7" випускали в період з 1884 по 1920-ті. Револьвер відрізняє медальйон на руків'ї, де літери "OH" переплітаються, як у компанії Smith & Wesson «S&W».
Цікавим є те, що Smith & Wesson негайно захистив всі інші моделі в Іспанії їхнім авторським правом. Саме тому їхня зброя має штамп MARCA REGISTRADA та дату іспанського патента на стволі.

### Копії з Льєжу
Існувало багато нелегальних бельгійських копій револьверів одиночної та подвійної дії під набої .44 Russian та .44-40 Winchester. Ці копії загалом були випущені в Льєжі, вони мали штампи Smith & Wesson, щоб заплутати потенційних покупців. Ці штампи мали багато помилок в деталях, наприклад місце розташування фабрики Smith & Wesson було зазначено не вірно (найпоширеними були "New York" та "VK").
Smith & Wesson подали до суду на двох зброярів з Льєжу, які вони спочатку програли, але перемогли на апеляції.

### Оператори

#### Італія
Основним поставщиком зброї для італійських військових була компанія Orbea, яка переробила власні револьвери під італійський набій 10,4 мм. Ці іспанські револьвери використовували під час Першої світової війни.

#### Філіппіни
Багато іспанської зброї було захоплено армією Визволення під час революції, разом з револьверами Модель 1884. Деякі з них принесли з собою перебіжчики з іспанської армії.  Пізніше ці револьвери використовували в філіппінсько-американській війні.

#### Румунія
Револьвери для румунських військових випускали під набій .44 Russian і були зроблені Трокаола, Аранзабал і Кіа.  Ці іспанські револьвери використовували під час Першої світової війни.

#### Іспанія
Іспанія використовувала револьвери під набій .44 Russian, під час філіппінської революції, іспансько-американської війни, іспано-франко-марокканської війни та громадянської війни  в Іспанії.

#### Велика Британія
Пізніше револьвер M1884 було перероблено під калібр .455 Webley за контрактом британського уряду в період з 1915 по 1916. У британській армії він отримав назву "Pistol, Old Pattern", через свою застарілу конструкцію. У військах їх називали "Spanish Webleys" хоча вони були копіями S&W Модель 3. Orbea Hermanos y Cia., Garate, Anitua y Cia. та Trocaola, Aranzabal y Cia. отримали контракт на випуск 30000 револьверів. Компанія Orbea Hermanos була головним підрядником, а дві інші - субпідрядниками. Rexach & Urgoite в 1916 отримали контракт на випуск 500 револьверів, але вся партія була невдалою і замовлення було скасовано.
Якість та оздоблення коливалися протягом всього виробництва. Свідченням того, що зброя була якісною, є факт випуску службових пістолетів та револьверів для Франції та Італії.
Оскільки не існувало стандартизації конструкції між різними виробниками, моделі різних виробників відрізнялися. Модель Garate, Anitua y Cia. отримала позначення Pistol, Old Pattern, No.1 Mk.I, модель Trocaola, Aranzabal y Cia. отримала позначення Pistol, Old Pattern, No.2 Mk.I, а модель Orbea Hermanos отримала позначення Pistol, Old Pattern, No.3 Mk.I.
Після війни зброя була передана Королівській поліції Ольстеру. Пізніше поліція продала їх поліції Нового Південного Уельсу. Там їм обрізали стволи і зберігали в резерві. Короткоствольний револьвер .455 "Old Pattern" носив один з охоронців Майкла Коллінз.

## Сучасні репліки
Сучасні репліки револьвера Smith & Wesson Модель 3 випускають чисельні компанії, в тому числі сама компанія Smith & Wesson, а також італійські збройні компанії Uberti та Armi San Marco.

### Smith & Wesson
Smith & Wesson випускали сучасні версії оригінального револьвера Модель 3 в період з 2000 по 2003. Незважаючи на те, що револьвери рекламувалися як "справжні" репліки, існують значні розбіжності між оригінальною та сучасною версіями. При порівнянні оригінальної та сучасної версій можна побачити, що нова дещо товща навколо стволу та верхньої планки, хоча не настільки товста, як у моделей Navy Arms. Були також внесені зміни в механізмі внутрішнього блокування.
Бойок ударника "репліки" S&W Модель 3 вмонтовано в рамку замість того щоб бути частиною ударника, сучасна вимога до безпеки, для запобігання передчасному пострілу при падінні.
Блокується не бойок ударника, а сам ударник. Розблокування відбувається зведенні. Більш важкий барабан мав міцнішу рамку. На відміну від реплік Uberti, які мали довші барана та рамку за оригінал, S&W робили барабани оригінальної довжини для використання коротших набоїв Скофілда.

### Uberti/Armi San Marco
Версія Uberti, яка імпортувалася Navy Arms та Cimarron Firearms, мала схожі параметри схожі на оригінальну 2-гу Модель Скофілда, але ствол та верхня планка товщі, для додаткової міцності. Ці репліки револьвера Модель 3 мали довші барабани для набоїв .45 Colt та .44-40. Хоча в ранніх версіях виникли проблеми з кутами фіксації засувки, цю проблему вирішили або просто прибрали револьвери з продажу. Європейські репліки револьверів Модель 3 отримали зміни в замку для відповідності правилам імпорту. Репліки Uberti також мали маркування Beretta Laramie.

## В культурі
В фільмі Клінта Іствуда 1992 Непрощенний персонаж «Schofield Kid», отримав своє ім'я на честь револьвера Модель 3, зброї яку він носив. У фільмі 2007 Потяг до Юми, Чарлі Принц (Бен Фостер) носив два револьвери Smith & Wesson Скофілд Модель 3.